# Кауфман, Исидор
Исидор Кауфман (венг. Kaufmann Izidor, нем. Isidor Kaufmann; 22 марта 1853, Арад — 1921, Вена) — австро-венгерский художник еврейского происхождения. Представитель жанровой живописи, в своих картинах изображавший сцены из еврейской жизни. Много путешествовал по Восточной Европе, где и находил героев своих картин. Немалая часть творчества была посвящена быту и особенностям хасидской жизни тех мест и того времени.

## Биография
Исидор Кауфман родился в семье венгерских евреев в городе Арад, Австрийская империя (ныне на территории Румынии). Родители желали направить Исидора по коммерческой части, поэтому Исидор Кауфман не сразу смог посвятить себя карьере художника.
В 1875 художник поступил в художественную школу в Будапеште, которую он покинул год спустя. В 1876 году Исидор попытался поступить в Венскую академию изобразительных искусств, но тогда не прошёл отборочный конкурс. Исидор Кауфман пошёл в ученики к австрийскому художнику-портретисту Йозефу Матеусу Айгнеру. Чуть позже Исидор вольнослушателем поступил в Malerschule при венской Академии изобразительных искусств, и стал брать частные уроки у профессора Йозефа Матиаса Тренквальда. В 1878 году Исидор всё-таки был принят в Академию и окончил её в 1882 году.
После учёбы Исидор остался в Вене, где познакомился с торговцем картинами Ф. Шварцем. По его заказам создал большее количество картин, в которых закреплял своё мастерство и показал себя одарённым портретистом. С 1886 года Кауфман на постоянной основе принимал участие в ежегодных выставках венского Дома художников.
В 1894 году Кауфман предпринял ряд поездок в Восточную Европу (большую часть по землям Австро-Венгрии), и с тех пор каждый год ездил в Словакию, Галицию, Польшу, Чехию, Украину. Здесь он черпал вдохновение, получал большое количество материала для зарисовок и набросков с натуры, которые служили основой для будущих картин.
Кауфман создал яркую галерею портретов и характеров своего народа. Техника и стилистика работ художника со времени венских работ претерпели существенное изменение далеко уйдя от, в известной мере присущей австрийской академической художественной школе того времени, сентиментально-маньеристкого стиля.
Самые известные картины Исидора Кауфмана посвящены жизни и быту польских евреев. Среди них полотна: «Посещение раввина» (нем. Der Besuch des Rabbi) (картина была приобретена австро-венгерским императором Францем Иосифом I для венского Музея истории искусств), «Шахматист» (нем. Schachspieler), «Сомневающиеся» (нем. Der Zweifler) (за неё художник получил золотую медаль на Всемирной выставке в Вене в 1873 году).
Также художник в своё время получил: премию искусств барона Кёнигсвартера, золотую медаль Императора Германии, золотую медаль международной выставки в Мюнхене, и медаль третьего класса Всемирной выставки 1889 года в Париже.
Среди учеников Исидора Кауфмана одним из наиболее известных был Лазарь Крестин.

## Галерея

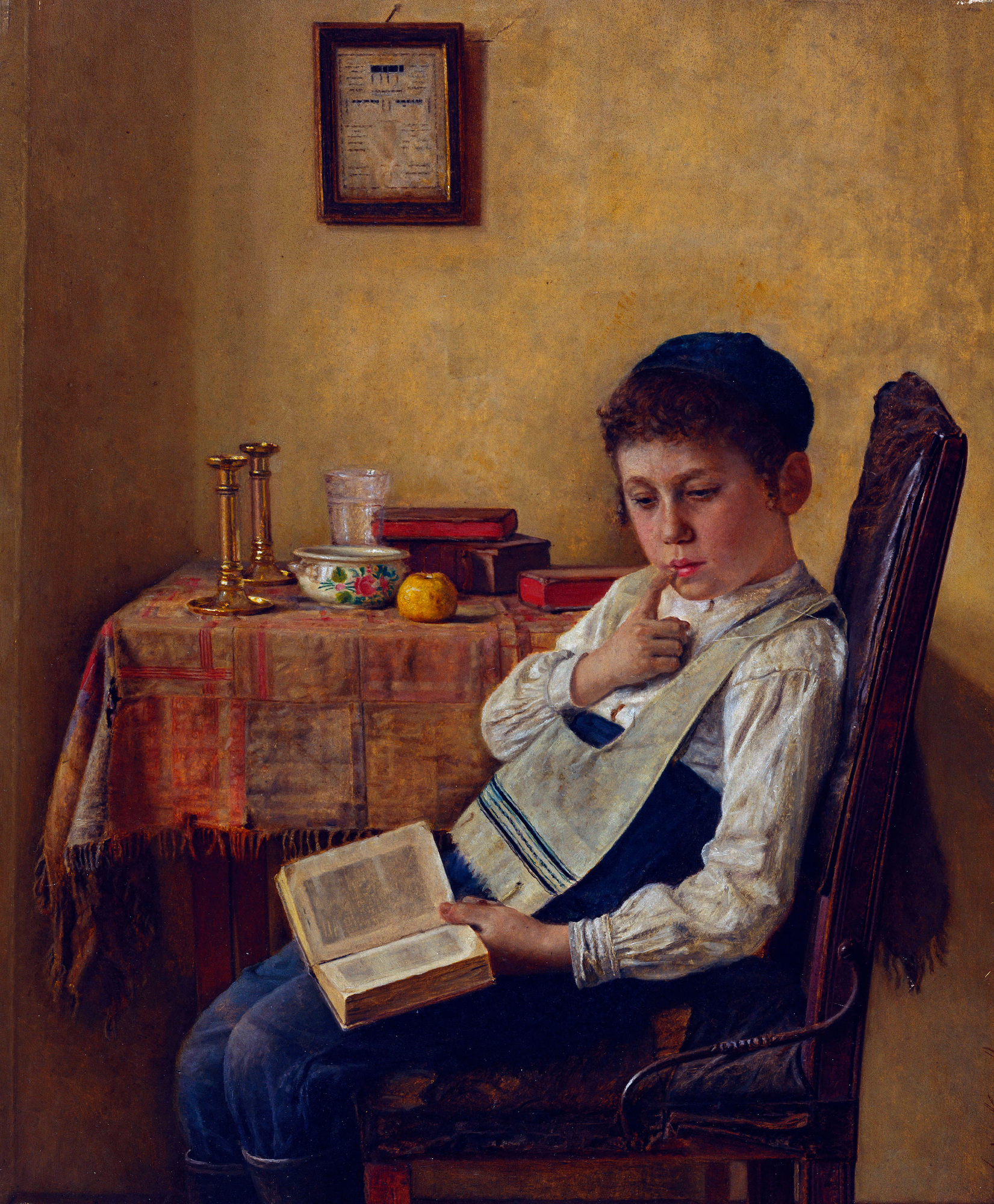
«Мальчик из Иешивы»
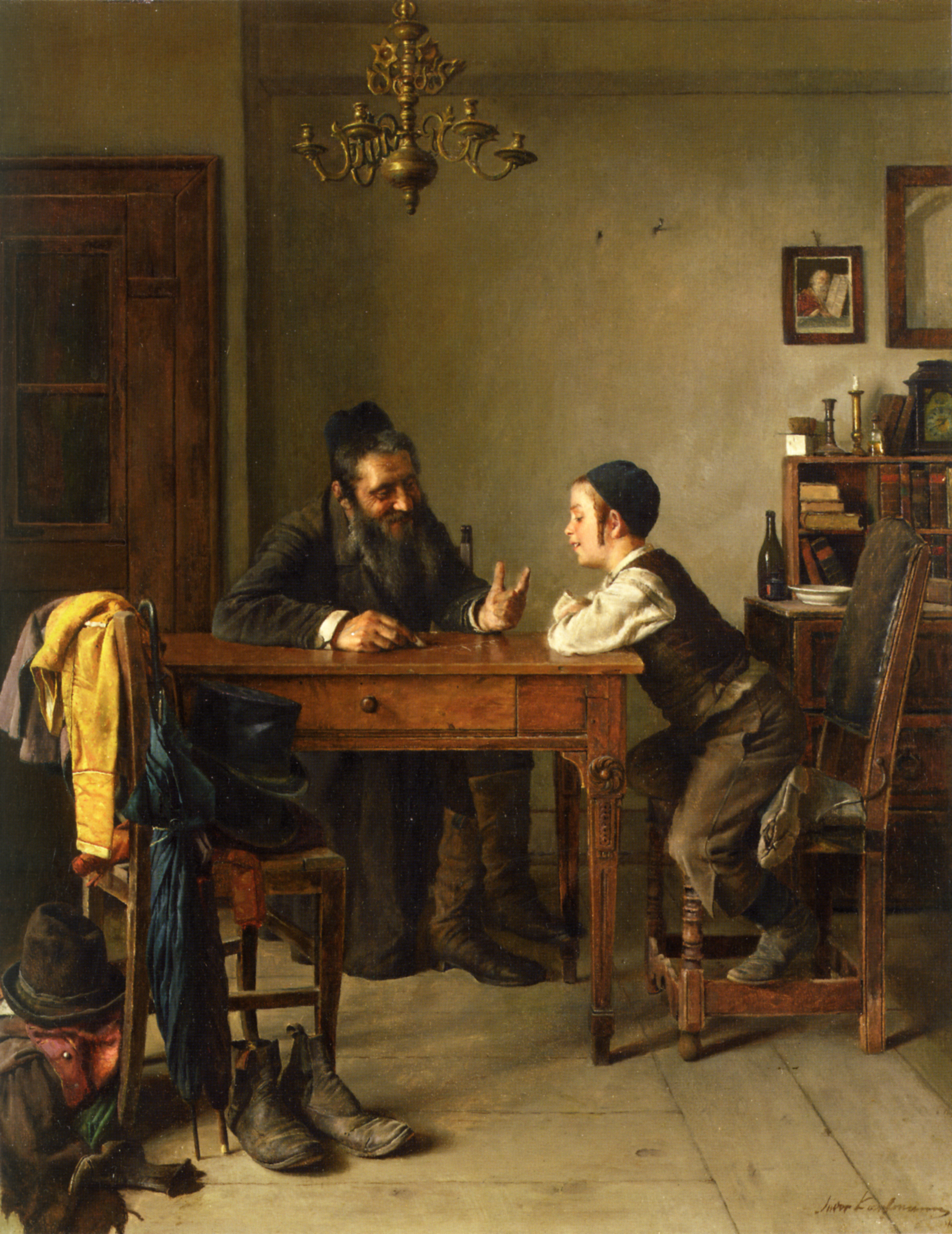
«Обучение коммерции»
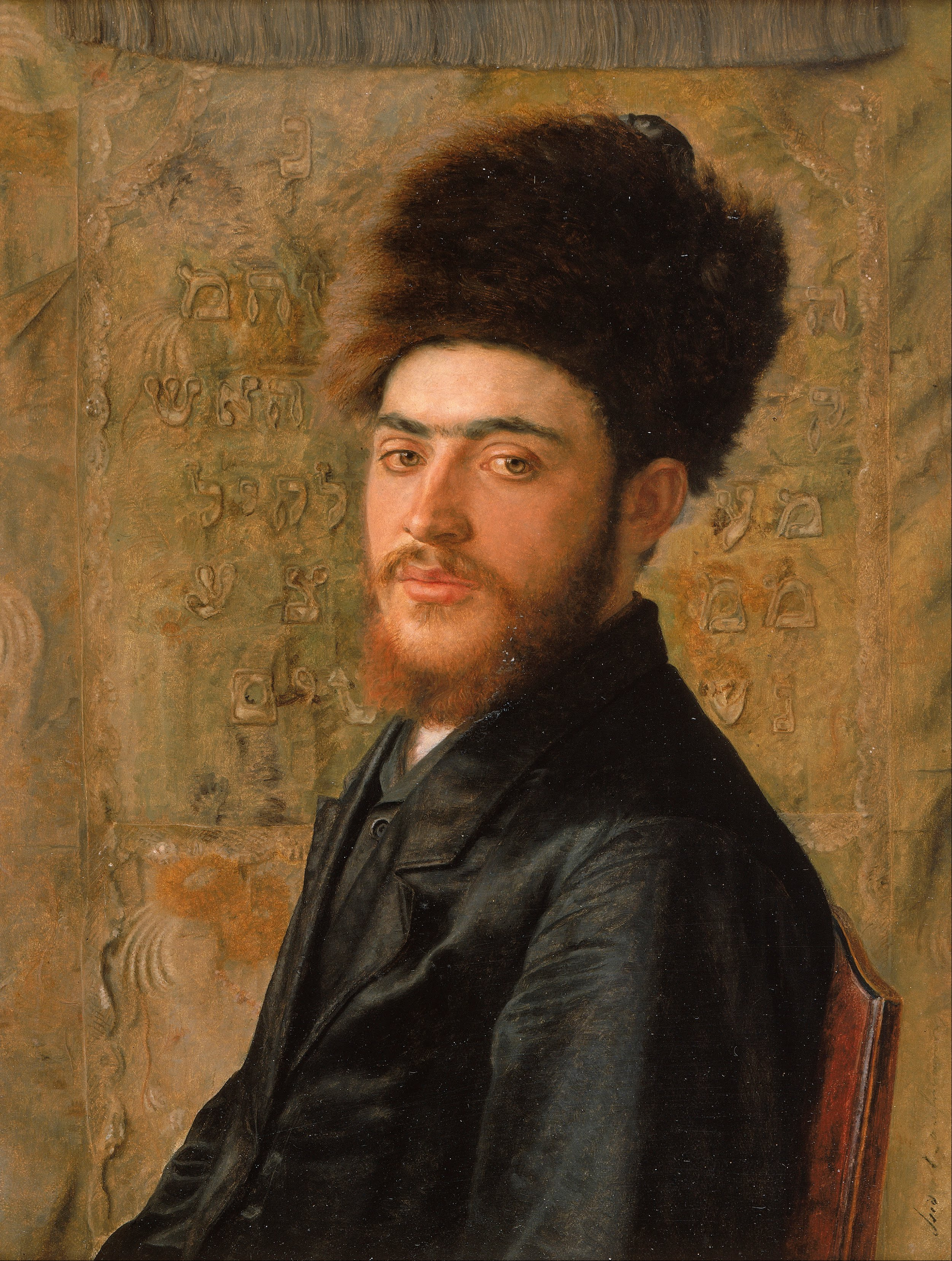
«Человек в меховой шапке»
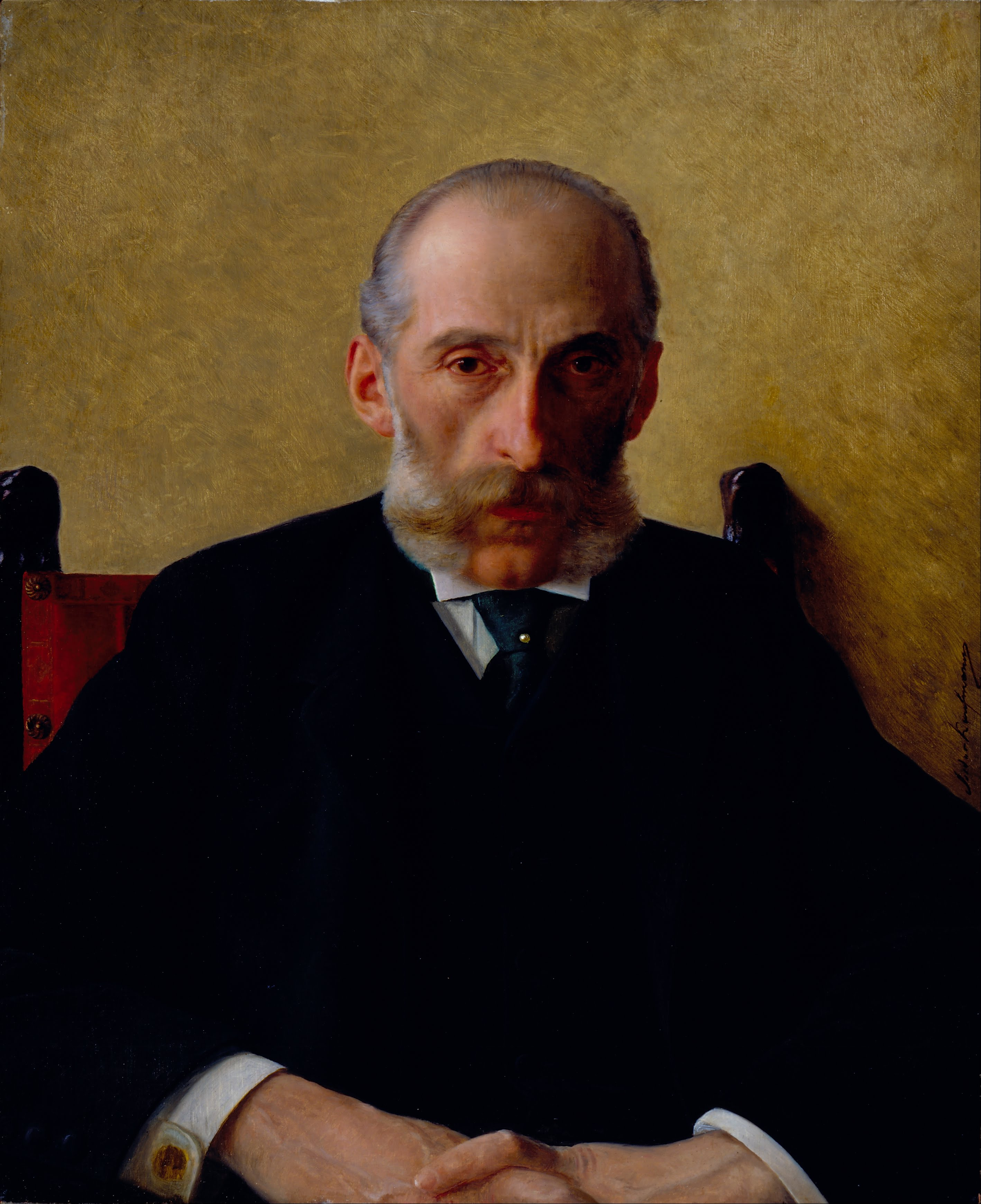
«Портрет Исидора Гуревича»
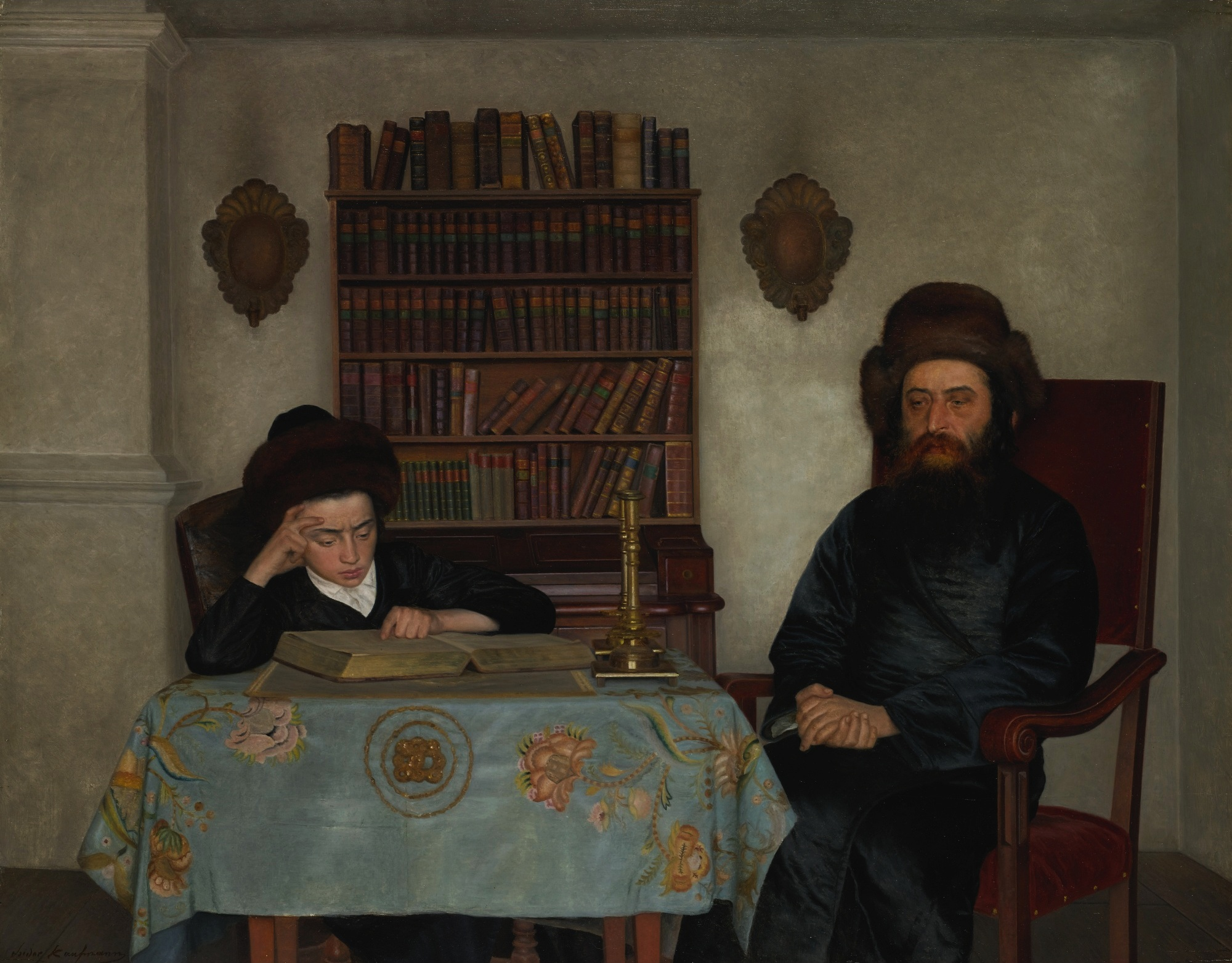
«Раввин и ученик»
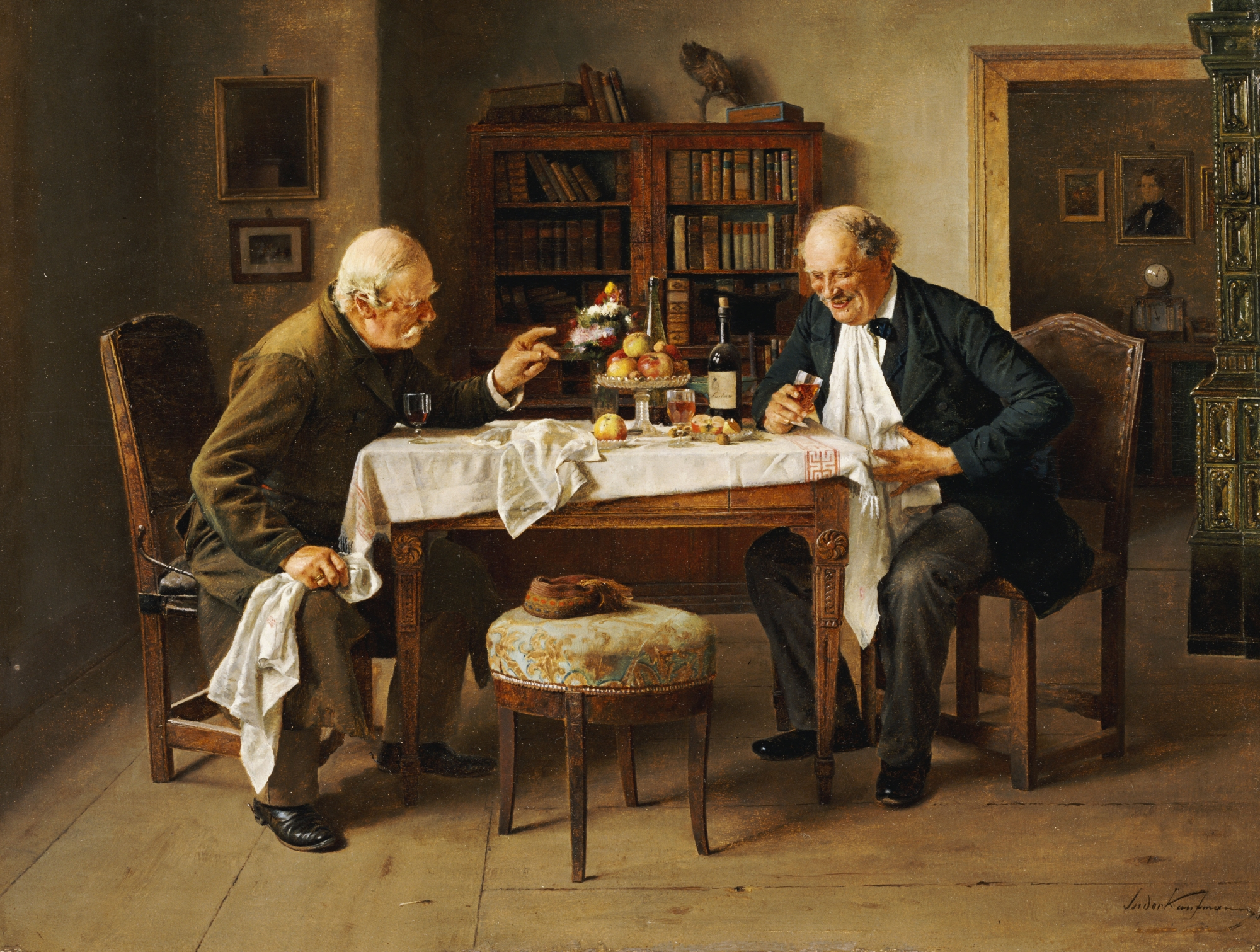
«Воспоминания о войне»
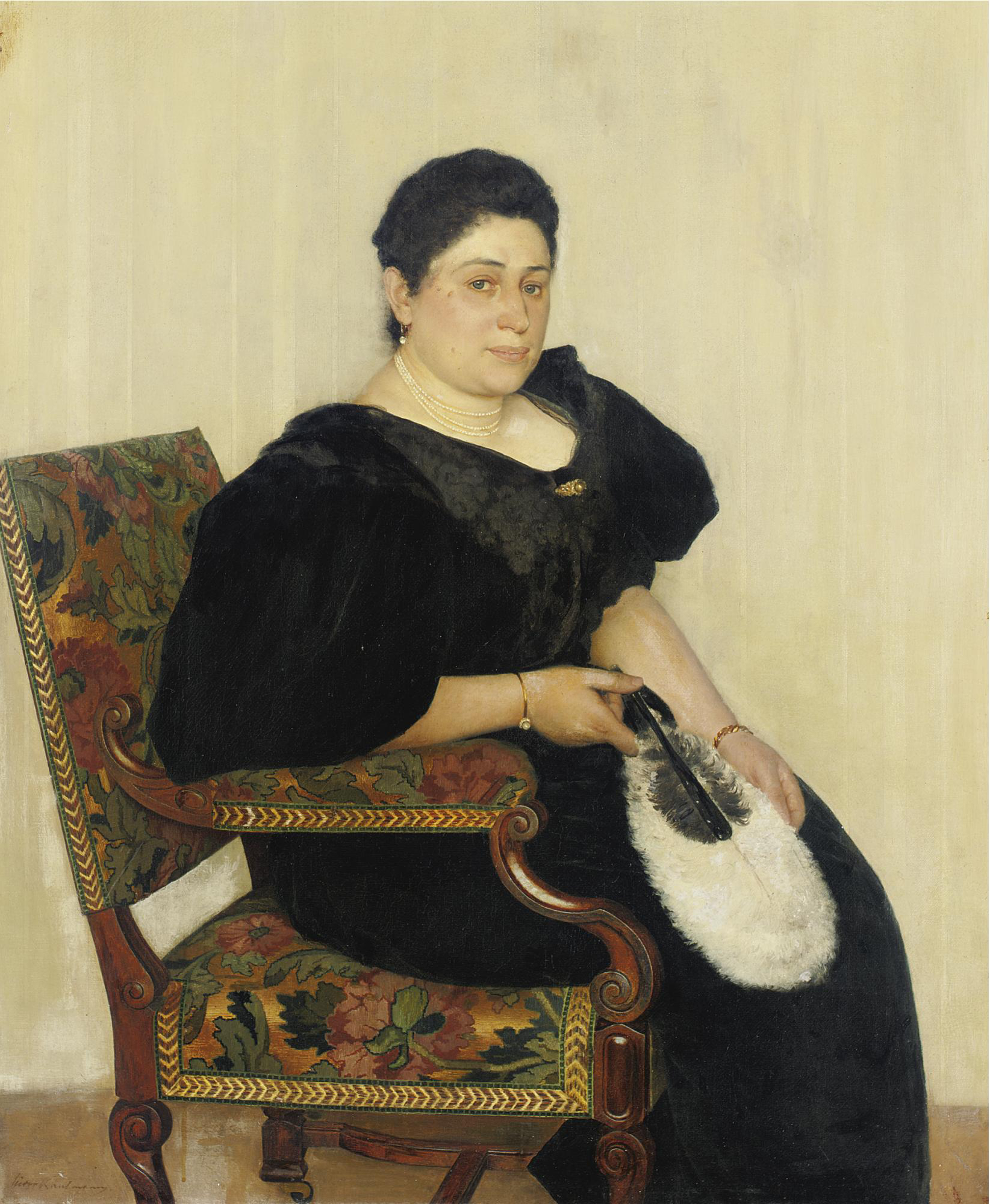
«Сидящая женщина с веером» («Жена банкира»)
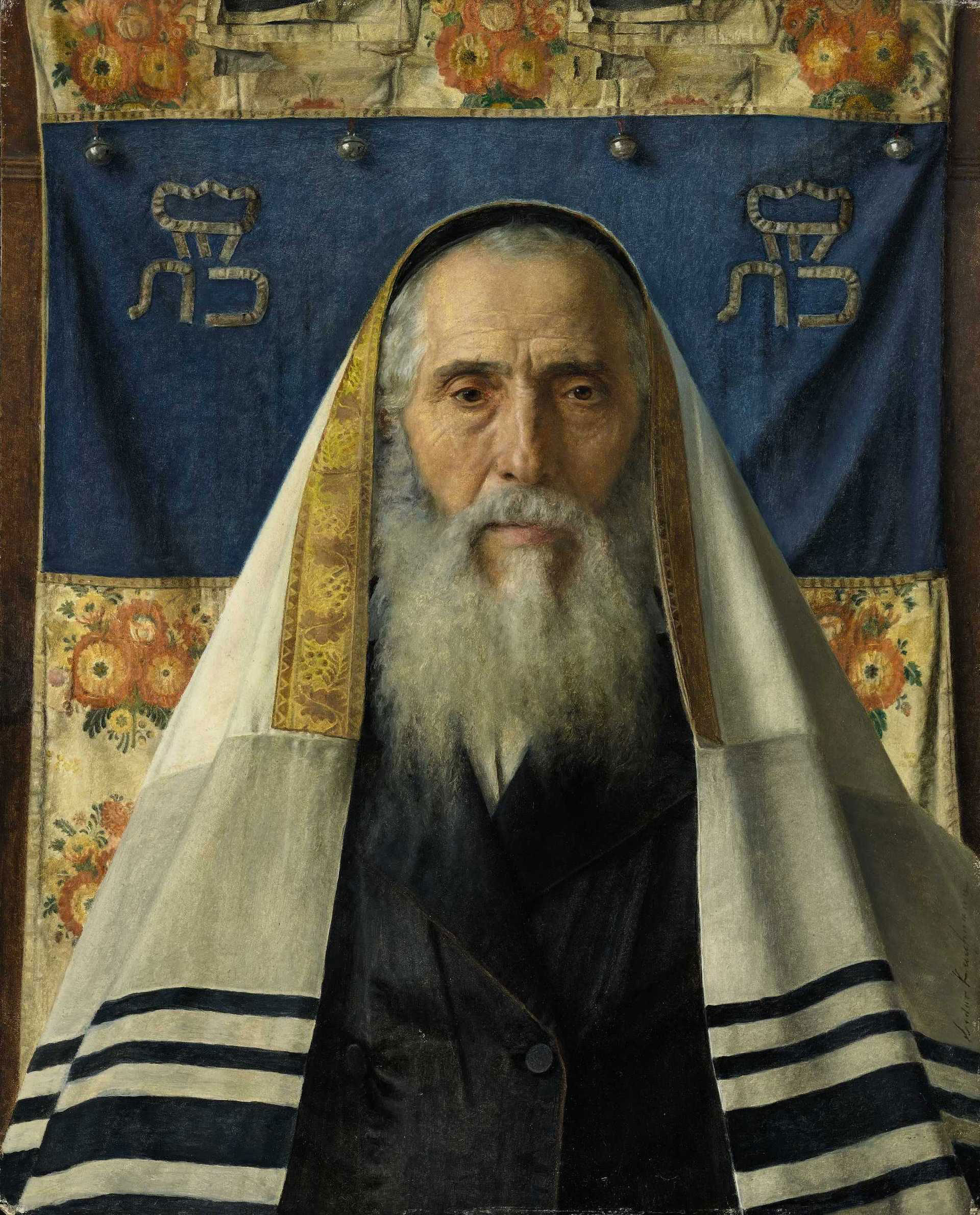
«Раввин с талитом»